# Sedlice u Blatné
Sedlice [ˈsɛdlɪt͡sɛ] (deutsch Sedlitz) ist eine Stadt in Tschechien. Sie befindet sich 14 Kilometer nördlich von Strakonice und gehört zum Okres Strakonice.

## Geographie

### Geographische Lage
Sedlice liegt im Mittelböhmischen Bergland auf einer Hochebene, auf der die Bäche Sedlický potok und Misniček ihren Ursprung nehmen. Durch die Stadt führt die Europastraße 49 / Staatsstraße 20 zwischen Blatná und Písek, von der im Ort die Staatsstraße nach Strakonice abzweigt. Sedlice liegt an der Eisenbahn von Blatná nach Strakonice.

### Gemeindegliederung
Die Stadt Sedlice besteht aus den Ortsteilen Dol, früher Důl (Zeche), Holušice (Holuschitz), Mužetice (Muschetitz), Němčice (Niemtschitz) und Sedlice (Sedlitz).

### Nachbargemeinden
Nachbarorte sind Němčice, Pacelice und Škvořetice im Norden, Mužetice im Nordosten, Holušice und Kožlí u Čížové im Osten, Dubí Hora im Südosten, Láz, Rojice und Velká Turná im Süden, Lažany im Südwesten sowie Čekanice im Westen.

## Geschichte

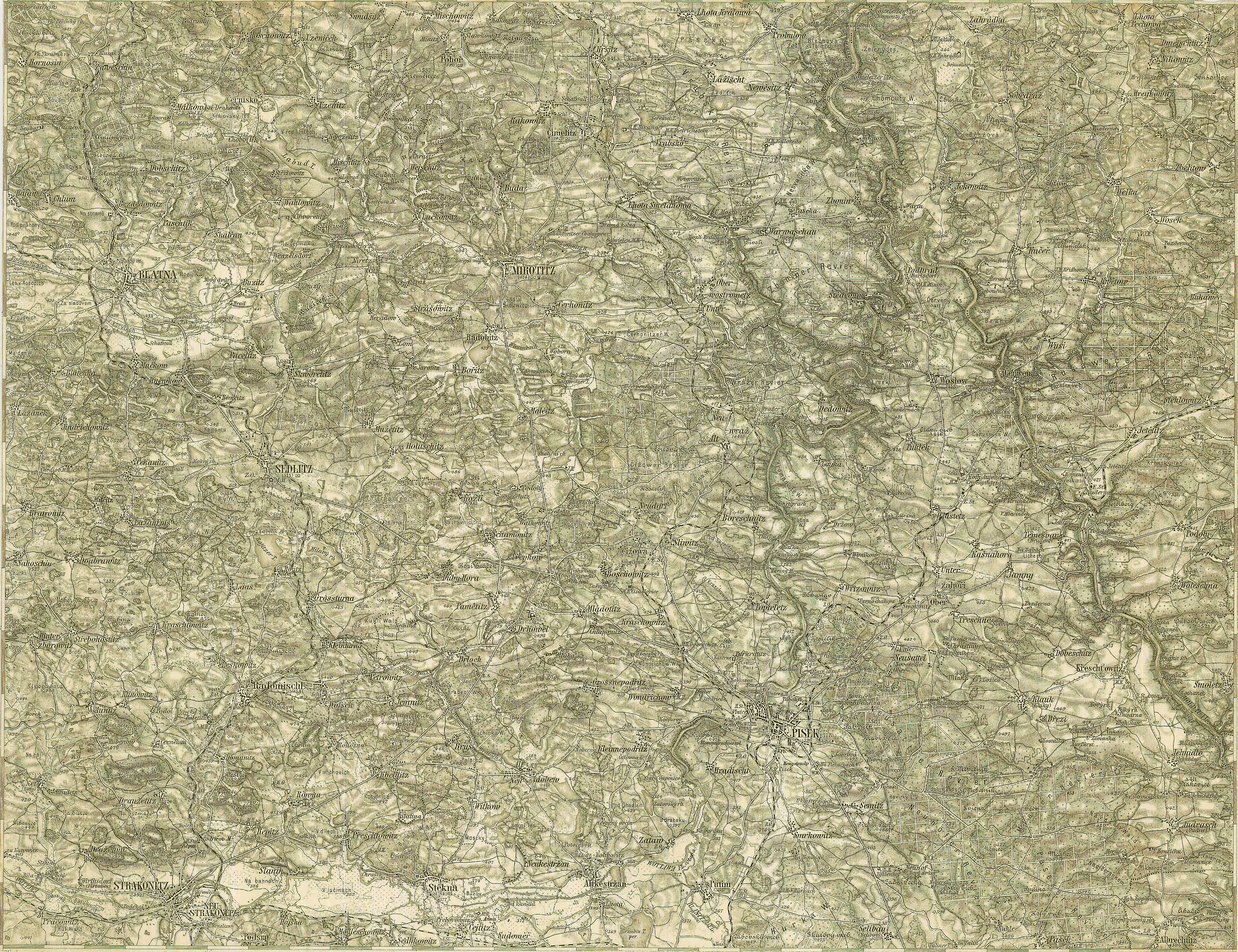
Das damalige Sedlitz und Umgebung Ende des 19. Jahrhunderts (links Mitte, Spezialkarte der 3. Landesaufnahme)

Die erste urkundliche Erwähnung von Sedlecz stammt aus dem Jahre 1352. Besitzer des Ortes waren zu dieser Zeit die Bavor von Strakonitz, die ihn bis 1404 hielten und dann an die Herren von Kraselov verkauften. 1505 wurde Mikuláš Malovec z Pacova Besitzer und in dieser Zeit entstand wahrscheinlich die spätgotische Feste. 1533 kaufte Adam Řepický ze Sudoměře den Malovec Sedlice ab und erhob den Ort 1539 zum Markt. Von dessen Enkel erwarb Zdenko von Sternberg Sedlice.
Unter den Sternbergern wurde die Feste zum Renaissanceschloss umgestaltet, das Adam d. Ä. von Sternberg zu seiner Residenz machte. Er war mit Maria Maximiliane, Witwe des Joachim Ulrich von Neuhaus verheiratet und starb 1623. Danach verfiel die Herrschaft und das Schloss wurde fortan als Gutshof genutzt.
Weiterer Besitzer von Sedlice war ab 1713 Adam Graf von Buggau (Lažanští z Bukové) und ab 1726 die Grafen Czernin von Chudenitz. Mit der Hochzeit von Maria Josepha Czernin von Chudenitz gelangte Sedlice 1753 an den Marschall August Graf Lobkowitz der den Besitz seiner Herrschaft Dürhovel zuschlug. Nach der Ablösung der Patrimonialherrschaften wurde Sedlice im Jahre 1848 zur selbstständigen Marktgemeinde. Besitzer des Gutes blieb bis zur Enteignung nach dem Zweiten Weltkrieg die Familie Lobkowicz auf Drhovle.
In Sedlice befindet sich seit 2003 eine Klöppelschule. Sie wurde im Rahmen des Programmes mit finanzieller Unterstützung der Gemeinde und der EU eingerichtet, um das alte Handwerk wieder aufleben zu lassen. Seit 2006 ist Sedlice eine Stadt.

## Kultur und Sehenswürdigkeiten

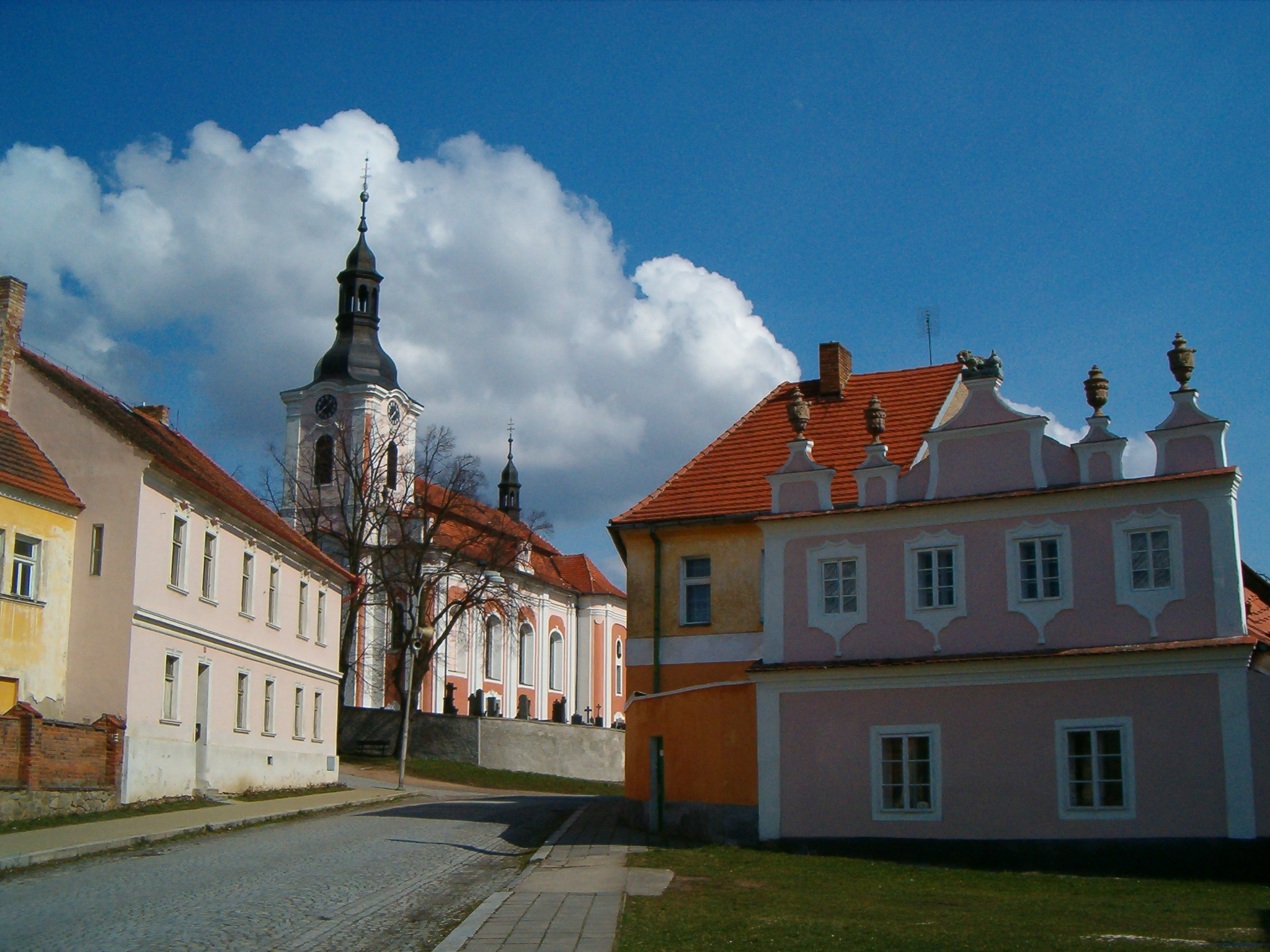
Pfarrkirche Jakobus des Älteren

- Pfarrkirche Jakobus des Älteren, zwischen 1744 und 1752 von Antonín Jermář anstelle eines gotischen Vorgängerbaus aus dem 14. Jahrhundert errichtet
- früheres Sternberghaus mit Sgraffitiverzierungen auf den Fassaden. Das Gebäude, zu dem noch ein historisches Maßhaus gehört, dient heute als Gasthof und Hotel
- Frühbarockes Haus Nr. 130 mit Attikagiebel und vier Vasen
- Statue des Hl. Johannes von Nepomuk auf dem Markt
- Kapelle an einer Quelle
- früheres Schloss Sedlice, die ursprüngliche Feste wurde zum Renaissanceschloss umgebaut und diente Adam von Sternberg als Residenz, seit der Mitte des 17. Jahrhunderts wird das Gemäuer als Guthof genützt.